# Oliver Popplewell
Sir Oliver Bury Popplewell (15 de agosto de 1927 - 6 de junio de 2024) fue un juez y jugador de cricket británico. Presidió la investigación sobre el Incendio del estadio de Bradford City, dirigió el caso de difamación presentado por el MP Jonathan Aitken contra el periódico The Guardian, que finalmente llevó al encarcelamiento de Aitken por perjurio, y fue ampliamente conocido por preguntar "¿Qué es el Linford's lunchbox?" durante un caso en el que presidía, presentado por Linford Christie. Jugó al cricket de primera clase para la Universidad de Cambridge y fue presidente del Marylebone Cricket Club (MCC) de 1994 a 1996. Escribió una memoria de su carrera legal, publicada en 2003.

## Vida personal
El padre de Popplewell fue funcionario. Tuvo cuatro hijos, el mayor de los cuales es el exjugador de cricket de la Universidad de Cambridge y Somerset y ahora abogado, Nigel Popplewell, y otro de ellos, Sir Andrew Popplewell, es ahora un Lord Justice of Appeal.
Viudo, Sir Oliver se casó con la Dama Elizabeth Gloster en marzo de 2008. Fue el padrino de Stephen Fry, y el abuelo de Anna Popplewell y Lulu Popplewell.
Popplewell murió el 6 de junio de 2024, a la edad de 96 años.

## Educación
Popplewell asistió a la Charterhouse School como becario, donde jugó cricket con Peter May y el futuro político Jim Prior. Después de pasar dos años en el Servicio Nacional en la Royal Navy, asistió al Queens' College, Cambridge como exhibidor. Obtuvo un título de B.A. en 1950 y un LL.B. en 1951.
En 2003, Popplewell se convirtió en uno de los estudiantes maduros más viejos en la Universidad de Oxford cuando comenzó a estudiar Filosofía, Política y Economía en el Harris Manchester College.
Popplewell fue un wicket-keeper-batsman diestro, jugando 56 innings en 41 partidos, anotando 881 carreras con un promedio de 20.46, incluyendo dos medias-centurias.
Jugó para la Universidad de Cambridge de 1949 a 1951, época en la que el Reverendo David Sheppard también jugaba para la universidad, para el MCC en 1953 y para los Free Foresters de 1952 a 1960.
Su única incursión en el bowling fueron tres lanzamientos para el MCC contra la Universidad de Cambridge en 1953. Fue presidente del MCC de 1994 a 1996.

## Carrera legal
Popplewell fue admitido al colegio de abogados en 1951. Fue nombrado Consejero del rey en 1969. Después de servir como Recorder de Burton upon Trent y Vicepresidente de las Quarter Sessions de Oxfordshire, fue nombrado Recorder del Crown Court en 1971. Fue juez de la High Court desde 1983 hasta 2003. Durante este tiempo, presidió la Investigación Bradford sobre el Control de Multitudes y la Seguridad en los Campos Deportivos en 1985. Fue juez del Employment Appeal Tribunal, vicepresidente de la Parole Board, y miembro del Chartered Institute of Arbitrators.

### Casos
En 1975, Popplewell defendió a su ahijado Stephen Fry, quien tenía 18 años en ese momento, en su juicio por fraude con tarjetas de crédito. Popplewell y su esposa habían sido amigos de los padres de Fry durante mucho tiempo. Stephen Fry escribe sobre el evento en su autobiografía Moab Is My Washpot.
Después del incendio en Valley Parade, el estadio del Bradford City, el 11 de mayo de 1985, Popplewell fue elegido para presidir una investigación bajo la Ley de Seguridad de los Campos Deportivos de 1975. Después de esta investigación, fue elegido para presidir un Comité de Investigación sobre la Seguridad de Multitudes en Campos Deportivos. En 1999, donó los documentos de la investigación a la Universidad de Bradford. Una copia del Informe Provisional del Comité de Investigación sobre la Seguridad y el Control de Multitudes en Campos Deportivos está disponible en línea en formato PDF en el sitio web del Incendio en el Estadio de Bradford City.
Presidió el caso por difamación presentado por Jonathan Aitken contra The Guardian y Granada Television.
Mientras presidía el caso en el Tribunal Superior en el que el atleta Linford Christie demandó al ex criminal John McVicar, editor de Spike Magazine, se informó ampliamente que preguntó: "¿Qué es la lonchera de Linford?". Más tarde afirmó que esto fue una broma. La pregunta fue parte de la tradición jurisprudencial británica, en la que el juez hace preguntas aparentemente inútiles relevantes para los hechos del caso bajo el supuesto de que el jurado, que no puede hacer preguntas, ignora de ellos. Después de este caso, el nombre "Mr Justice Cocklecarrot" fue revivido por la revista Private Eye (originalmente el nombre de un personaje de la columna Beachcomber en el Daily Express), que se convirtió en el nombre genérico de la revista para jueces ingenuos y desconectados, aunque Popplewell afirmó que esta descripción no se aplicaba a él.
Respaldó la defensa del Reynolds privilege, establecido en la Cámara de los Lores en Reynolds v Times Newspapers Ltd en 1999, en una acción contra el Yorkshire Post por informar que una empresa local de karate estaba vendiendo lecciones fraudulentas.
Después de su jubilación, Popplewell defendió el derecho de los jueces a imponer las sentencias que consideren apropiadas. Tuvo un enfrentamiento con el entonces Secretario de Estado de Interior, David Blunkett, quien buscaba introducir sentencias mínimas obligatorias para algunos delitos graves.

## Controversia de Hillsborough y desarrollos del incendio en el estadio de Bradford City
El 19 de octubre de 2011, Popplewell, en una carta al The Times, cuestionó el valor de continuar las investigaciones sobre el Desastre de Hillsborough. Declaró que estaba consternado por el comportamiento "vengativo" de algunos de los activistas de Hillsborough y comparó el desastre de 1989 con el incendio en el estadio de Bradford City. Esta carta provocó varias respuestas en la página de cartas de The Times, y sus comentarios fueron ampliamente reportados en la prensa. El exfutbolista inglés Stan Collymore calificó a Popplewell de "increíblemente insensible, grosero y irrespetuoso" en Twitter.
En 2015, la Universidad de Bradford digitalizó el informe y lo puso a disposición en línea.

## Vida posterior
En noviembre de 2003, Popplewell comenzó a estudiar Historia en el Harris Manchester College, Oxford. En 2007, publicó Benchmark: Life, Laughter and the Law, unas memorias que se basan en sus experiencias y opiniones como juez. Al revisar el libro, el comentarista legal Marcel Berlins escribió: "Ciertamente hay muchas historias deliciosas e instancias de ingenio y franqueza a la Popplewell".

## Vida personal
El hijo de Popplewell, Nigel Popplewell, es un exjugador de críquet de primera clase y abogado.
El obituario de Popplewell lo describió como "un hombre de muchos talentos y bondad".